# Przymuszewo (województwo kujawsko-pomorskie)
Przymuszewo – wieś w Polsce położona w województwie kujawsko-pomorskim, w powiecie tucholskim, w gminie Kęsowo.
W latach 1975–1998 miejscowość położona była w województwie bydgoskim. Według Narodowego Spisu Powszechnego (III 2011 r.) liczyła 299 mieszkańców. Jest siódmą co do wielkości miejscowością gminy Kęsowo.